# 32bit Web Browser
32bit Web Browser je alternativní webový prohlížeč. Jeho přednostmi jsou rychlost a jednoduchost. Na pevném disku zabere minimální množství prostoru a je nenáročný na systém. Má funkce, které u jiných prohlížečů nejsou použity, jako například Smart Bookmarks s mnoha možnostmi vyhledávání, nebo import záložek a oblíbených položek z Netscape a IE. 32bit Web Browser si pamatuje, co se vám líbí. Čtyři nové možnosti pro manipulaci ve Windows vám umožní potlačit nepříjemné pop-up okna a jiné nevyžádané informace.

## Vlastnosti
- Import oblíbených z Netscape a Internet Exploreru
- Paměť historie posledních 1000 navštívených webů
- Snadné organizování záložek
- Nápověda